# Golfe de la Gonâve
Golfe de la Gonâve är en bukt i Haiti.   Den ligger i departementet Artibonite, i den västra delen av landet, 130 km väster om huvudstaden Port-au-Prince.